# Stephan Drăghici
Stephan Drăghici (Roșiorii de Vede, 30 gennaio 1998) è un calciatore rumeno, centrocampista del CSA Steaua Bucarest.

## Caratteristiche tecniche
È un esterno sinistro.

## Carriera
Cresciuto nel settore giovanile dello Ardealul, ha debuttato fra i professionisti il 6 agosto 2016 disputando con il Râmnicu Vâlcea l'incontro di Liga II pareggiato 2-2 contro l'UTA Arad.